# Kantilo
Kantilo è una suddivisione dell'India, classificata come census town, di 8.727 abitanti, situata nel distretto di Nayagarh, nello stato federato dell'Orissa. In base al numero di abitanti la città rientra nella classe V (da 5.000 a 9.999 persone).

## Geografia fisica
La città è situata a 20° 21' 0 N e 85° 10' 60 E e ha un'altitudine di 64 m s.l.m..

## Società

### Evoluzione demografica
Al censimento del 2001 la popolazione di Kantilo assommava a 8.727 persone, delle quali 4.470 maschi e 4.257 femmine. I bambini di età inferiore o uguale ai sei anni assommavano a 952, dei quali 507 maschi e 445 femmine. Infine, coloro che erano in grado di saper almeno leggere e scrivere erano 6.301, dei quali 3.591 maschi e 2.710 femmine.